# Kon Artis
Denaun Porter (Detroit, 7 december 1972) is een Amerikaanse producer en rapper.
Als producer noemt hij zich Mr. Porter, als rapper Kon Artis en dEnAun. Hij is lid van D12 en werd Eminems hypeman nadat Proof was overleden. Porter heeft nummers gemaakt in samenwerking met rappers als Eminem, Lloyd Banks, Young Buck, Snoop Dogg en Nate Dogg. Zo heeft hij mede The Slim Shady LP, het album waarmee Eminem internationaal doorbrak, gecoproduceerd en is hij verantwoordelijk voor de productie van andere bekende hits, zoals P.I.M.P. van 50 Cent.
- Bibliothèque nationale de France: cb151109430 (data)
- International Standard Name Identifier: 0000 0003 6818 5550
- Library of Congress Control Number: no2005091488
- MusicBrainz: 6a4afad4-2603-4418-a6fb-c111c02813fd
- Virtual International Authority File: 69227411
- WorldCat: E39PBJymFrQ8wRTMBPwb43CPcP